# Tête de la Sallaz
La tête de la Sallaz, anciennement tête de la Salle, est un sommet de France situé dans les Alpes, en Haute-Savoie. Avec 2 026 mètres d'altitude, il constitue le sommet important le plus septentrional de la chaîne des Aravis, dominant la vallée de l'Arve, notamment Magland, à l'est et Le Reposoir à l'ouest. Il se trouve au centre de la chaîne du Reposoir, l'extrémité septentrionale des Aravis.

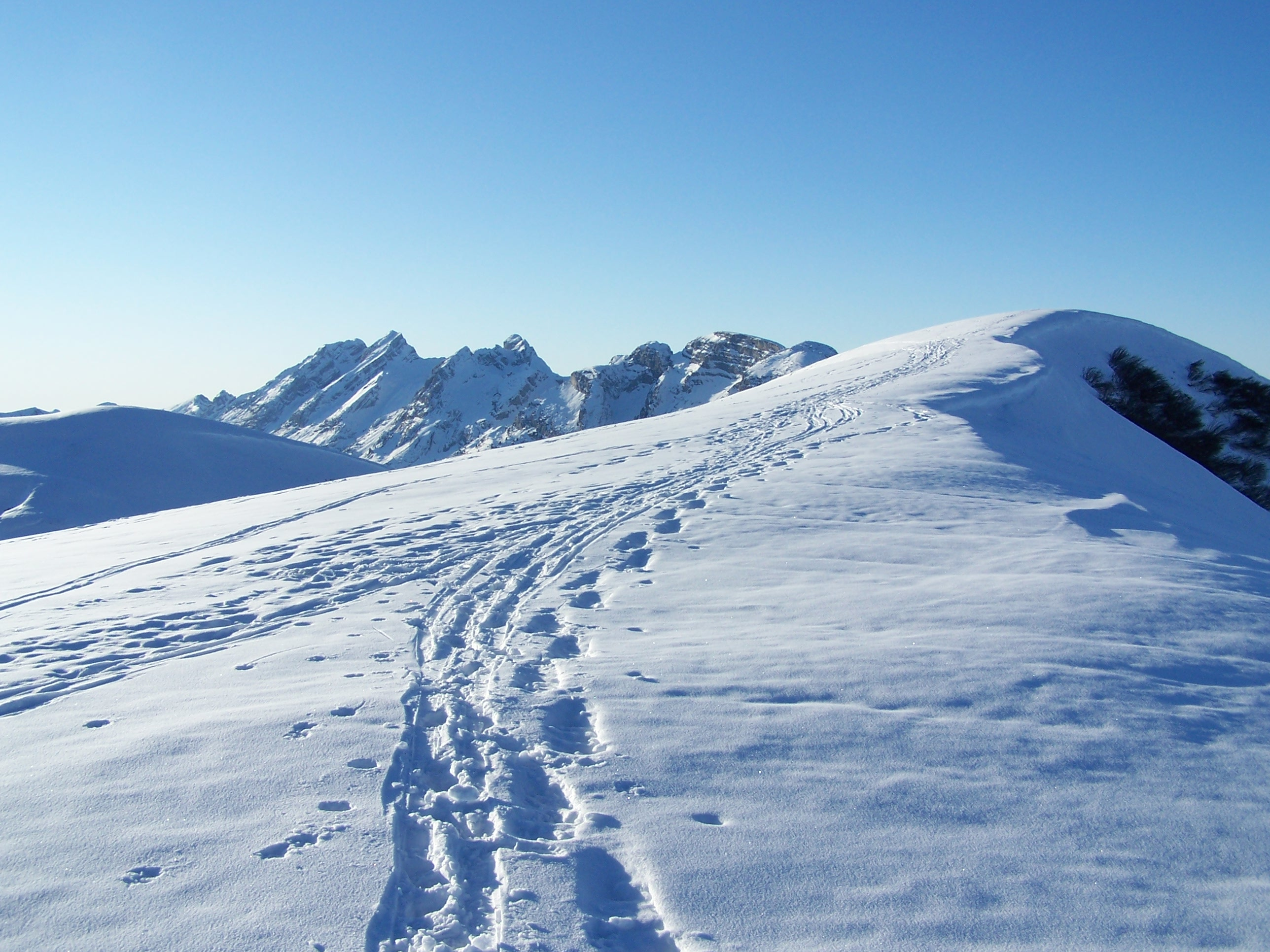
Vue du sommet de la tête de la Sallaz.

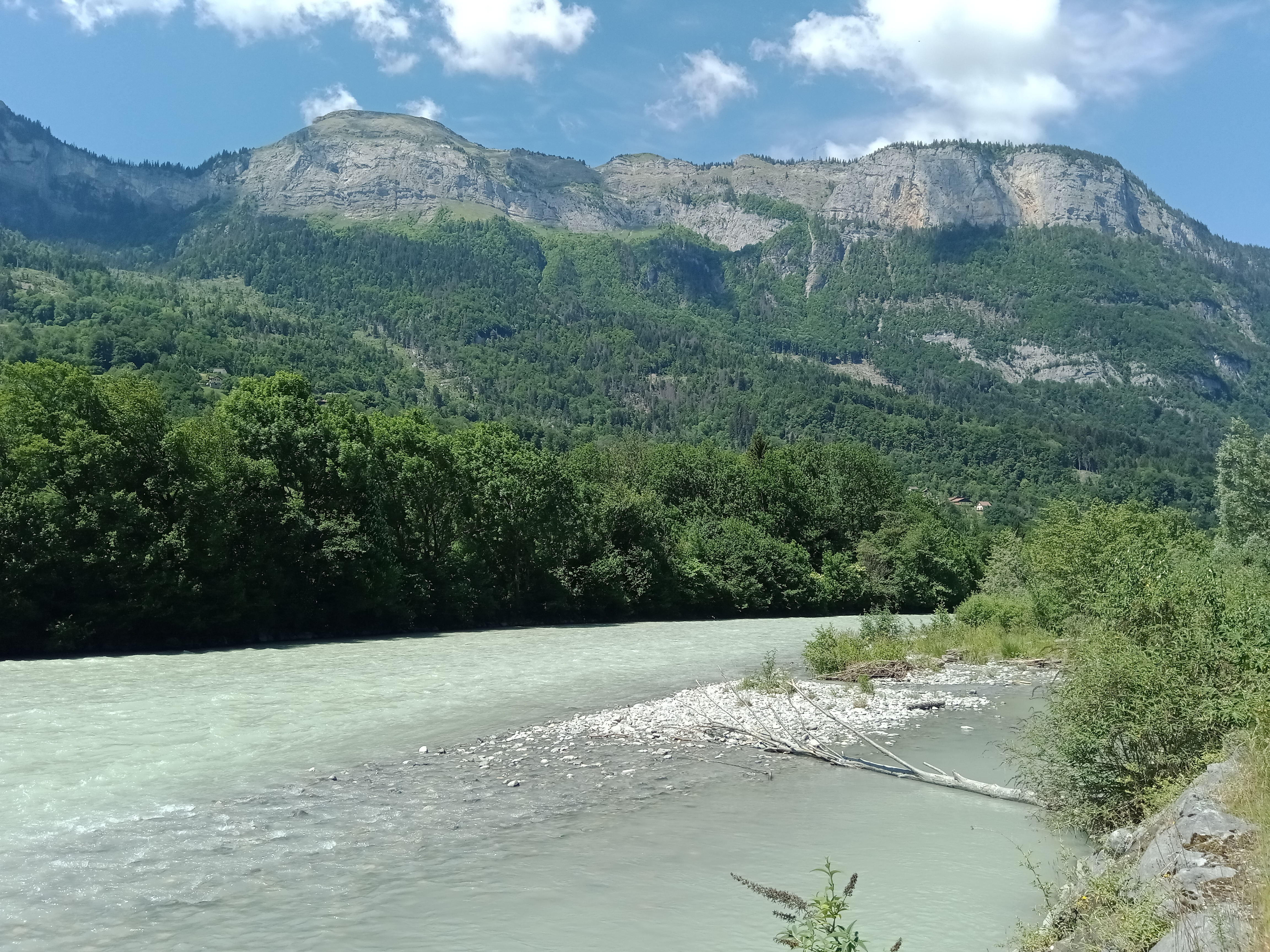
L'Arve à Magland dominée par la tête de la Sallaz (sur la gauche).